# Azioni a difesa del possesso
Le azioni a difesa del possesso, conosciute anche come azioni possessorie, sono azioni previste dall'ordinamento giuridico italiano a tutela del possesso.

## Ratio
La ratio delle azioni a difesa del possesso è quello di tutelare il cittadino che ha il possesso di un bene, dallo spoglio o da molestie o turbative provenienti da terzi. La necessità della tutela risponde ad un'esigenza di ordine pubblico: quella di tutelare una situazione apparente, che parte dal presupposto che il possessore di un bene ne ha il legittimato godimento. La finalità è quella di evitare che i cittadini si facciano giustizia da soli, garantendo loro una rapida tutela della situazione di fatto.

## Disciplina
Le azioni a tutela del possesso sono disciplinate dal capo III, del libro III, del codice civile italiano.
In particolare, gli articoli 1168 e 1169 prevedono l'azione di reintegrazione, mentre l'articolo 1170 prevede l'azione di manutenzione.